# レネゲイズ (フィーダーのアルバム)
レネゲイズ(Renegades)は、イギリスのロックバンド・フィーダーの7枚目のアルバム。2010年6月30日に日本盤が先行発売され、7月5日にはイギリスでも発売された。

前ドラマーであったマーク・リチャードソンの脱退と、結成当時から所属していたレーベル、Echo Recordsの倒産を契機に、自主レーベルであるBig Teeth Musicを立ち上げた。そのレーベルからの初アルバムリリースとなっている。
収録曲はアルバム発売以前に、サイドプロジェクト"RENEGADES"名義で行なったツアーでも披露された。バンドの原点に立ち返ったヘヴィなサウンドが、アルバムの大きな特徴になっている。

## 収録曲
1. ホワイト・ラインズ (White Lines)
2. コール・アウト (Call Out) (先行シングル)
3. レネゲイズ (Renegades)
4. センチメンタル (Sentimental)
5. ディス・タウン (This Town)
6. ダウン・トゥ・ザ・リヴァー (Down To The River)
7. ホーム (Home)
8. バーキング・ドッグス (Barking Dogs)
9. シティ・イン・ア・ラット (City in A Rut)
10. レフト・フット・ライト (Left Foot Right)
11. ジ・エンド (The End)
12. ゴッドヘッド (Godhead) (スペシャル・エディション&日本盤ボーナストラック)
13. フォールン (Fallen) (iTunes&日本盤ボーナストラック)